# 虹色女孩☆鑽石星路
《虹色女孩☆鑽石星路》是中原杏創作的日本漫畫作品。从2010年10月刊开始在少女漫画杂志《Ciao》中开始连载。截止到2012年8月第五卷的内容在《CiaoComics》发行单行本。動畫已經有四集了。

## 概要
小日向虹架（こひなた にじか）是艺能事务所社长的独生女。虽说如此她却过着跟演艺圈全然无关的生活。直到有一天，机缘巧合为一名临演代班时对演戏产生了兴趣。于是关于虹架踏入演艺圈故事由此展开。

## 登場人物

### 小日向家族
小日向虹架
漫畫中的主角。12歲，小學六年級生，165公分，被很多人誤認為16歲，藤宮沙織的女兒，剛開始跟媽媽約定好要一起演出但親眼看到媽媽病情惡化和離開人世，讓他非常排斥演藝圈，運動神經很好，是個充滿活力的陽光女孩，後來因為路過有人拍戲時代演，讓大家驚訝，便讓他進入演藝圈，越來越喜歡當藝人，每次只要一緊張演戲就會被破壞，虹架有非常神奇的力量只要放鬆，背挺起來就可以把一齣戲演得很完美，擁有不輸給媽媽的天赋，背起來媽媽所有演技的技巧，想要完成媽媽的心願而進入演藝圈。
一之瀨透也
是虹架爸爸經紀公司的藝人。14歲。從北海道來到東京，因還是中學生不能單獨居住，寄宿在小日向家中，擅長料理, 很愛捉弄虹架。
小日向樹（こひなた いつき）
虹架的父親。是小日向藝能事務所的社長。
藤宮沙織
小日向虹架的母親，天生是個天才演員，是個超級大美女，五歲以童星的身分出道，16歲代表作為:"不良刑警，伊集院綾"，不過因為生下虹架，身體越來越差，過一陣子到了天堂，願望是虹架可以繼承自己的演藝。
有栖川侑
資深演員有栖川宗的兒子，14歲，剛認識虹架也非常愛捉弄她，不過後來親眼見識到虹架的演出，而喜歡上她，不過後來虹架在演出回應出你是我重要的對手，跟她說放棄他，其實越來越喜歡她。

### RIA及其家庭
RIA（リア）
本名莉亞（りあ）。16歳的倍受歡迎的女演員，實力在同齡女星中非常突出。是虹架憧憬的最大的目標也是最大的對手。